# اچ‌ام‌اس اگریا (۱۸۷۳)
اچ‌ام‌اس اگریا (۱۸۷۳) (به انگلیسی: HMS Egeria (1873)) یک کشتی بود که طول آن ۱۶۰ فوت (۴۸٫۸ متر) بود. این کشتی در سال ۱۸۷۳ ساخته شد.